# Vrahovice
Vrahovice (niem. Wrahowitz) – dzielnica miasta Prościejów w Czechach, na Morawach, w kraju ołomunieckim. W 2001 roku miasto liczyło 3402 mieszkańców.
Wzmiankowane jako wieś po raz pierwszy w 1337.
W Vrahovicach urodzili się muzycy Zdeněk Tylšar i Bedřich Tylšar. Językoznawca i slawista František Kopečný mieszkał tu przez wiele lat. Piłkarz Rostislav Václavíček urodził w Vrahovicach i grał w piłkę nożną w miejscowej drużynie na początku swej kariery.

## Atrakcje
- Kościół św. Bartłomieja we Wrahowicach
- Arboretum Vrahovice